# Iliisko, Kărdjali
Iliisko (în bulgară Илийско) este un sat în comuna Djebel, regiunea Kărdjali,  Bulgaria. 

## Demografie
Componența etnică a satului Iliisko
     Turci (97,16%)
     Nicio identificare (2,83%)
     Altele (0%)
La recensământul din 2011, populația satului Iliisko era de 141 locuitori. Din punct de vedere etnic, majoritatea locuitorilor (97,16%) erau turci. Pentru 2,83% din locuitori nu este cunoscută apartenența etnică.